# Maranhão (staat)
Maranhão is een van de 26 deelstaten van Brazilië.
De staat met de standaardafkorting MA heeft een oppervlakte van ca 329.651,495 km² en ligt in de regio Noordoost. Maranhão grenst aan de Atlantische Oceaan in het noorden en de staten Piauí in het oosten, Tocantins in het zuidwesten en Pará in het noordwesten. In 2024 had de staat 7.010.960 inwoners. De hoofdstad is São Luís. Verreweg de meeste mensen in Maranhão zijn van Afrikaanse afkomst, afstammelingen van slaven. Er is ook een aanzienlijke blanke minderheid, meestal van Portugese afkomst. Er zijn ook nog inwoners van inheemse afkomst, de zogenaamde Indianen. Aan de kust gaat het eerder om Tupi en dieper in het binnenland om Ge.
De staat heeft 3,4% van de Braziliaanse bevolking en produceert slechts 1,3% van het BBP van het land.

## Belangrijke steden
In orde van grootte:
| Stad                                            | Inwoners  |
| ----------------------------------------------- | --------- |
| São Luís                                        | 1.091.868 |
| Imperatriz                                      | 254.569   |
| São José de Ribamar                             | 176.418   |
| Timon                                           | 167.619   |
| Caxias                                          | 162.657   |
| Paço do Lumiar                                  | 122.420   |
| Codó                                            | 120.810   |
| Açailândia                                      | 111.339   |
| Bacabal                                         | 103.359   |
| Santa Inês                                      | 88.013    |
| Bron: (pt) IBGE - Populatie volgens census 2017 |           |

## Bestuurlijke indeling
De deelstaat Maranhão is ingedeeld in 5 mesoregio's, 21 microregio's en 218 gemeenten.